# Чермињано
Чермињано (итал. Cermignano) је насеље у Италији у округу Терамо, региону Абруцо.
Према процени из 2011. у насељу је живело 614 становника. Насеље се налази на надморској висини од 522 м.

## Становништво
Према резултатима пописа становништва 2011. у општини је живело 1.787 становника.
| 1931. | 1936. | 1951. | 1961. | 1971. | 1981. | 1991. | 2001. | 2011. |
| ----- | ----- | ----- | ----- | ----- | ----- | ----- | ----- | ----- |
| 3.779 | 4.121 | 4.399 | 3.766 | 3.083 | 2.499 | 2.196 | 1.970 | 1.787 |